# Campeonato Indonésio de Voleibol Masculino
O  Campeonato Indonésio de Voleibol Masculino  é a principal competição de clubes de voleibol masculino da Indonésia.O torneio, chamado atualmente de Proliga, das duas primeiras divisões (A1 e A2) é organizado pela Federação Nacional de Voleibol da Indonésia  em inodésio:Persatuan Bola Voli Seluruh Indonesia (PBVSI).

## Histórico
A primeira edição foi realizada na temporada de 2002.